# シボレー・キャプティバ
キャプティバ（Captiva）は、ゼネラルモーターズ（GM）がシボレーブランドで販売していた中型クロスオーバーSUVである。
初代モデルは韓国GM（旧GM大宇）が2006年から製造し欧州市場およびベトナムでシボレーブランドで販売した。豪州ホールデンではホールデン・キャプティバ（Holden Captiva）、本国韓国ではGMデーウ・ウィンストーム（GM Daewoo Winstorm）の名称で販売されていたが、2011年3月1日の社名変更に伴い韓国内でもシボレー・キャプティバを名乗ることになった。

## 初代（2006-2018年）

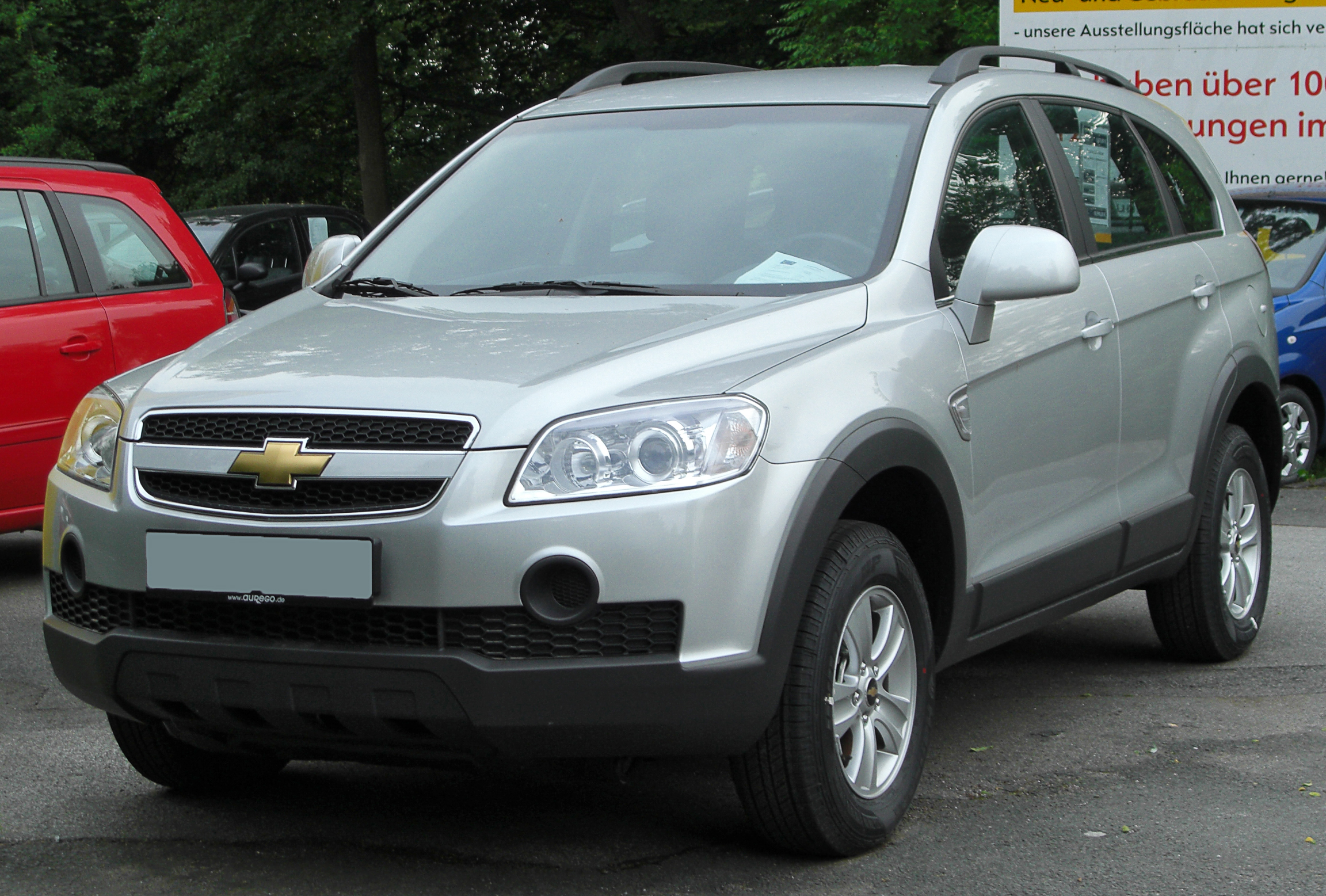
前期 フロント

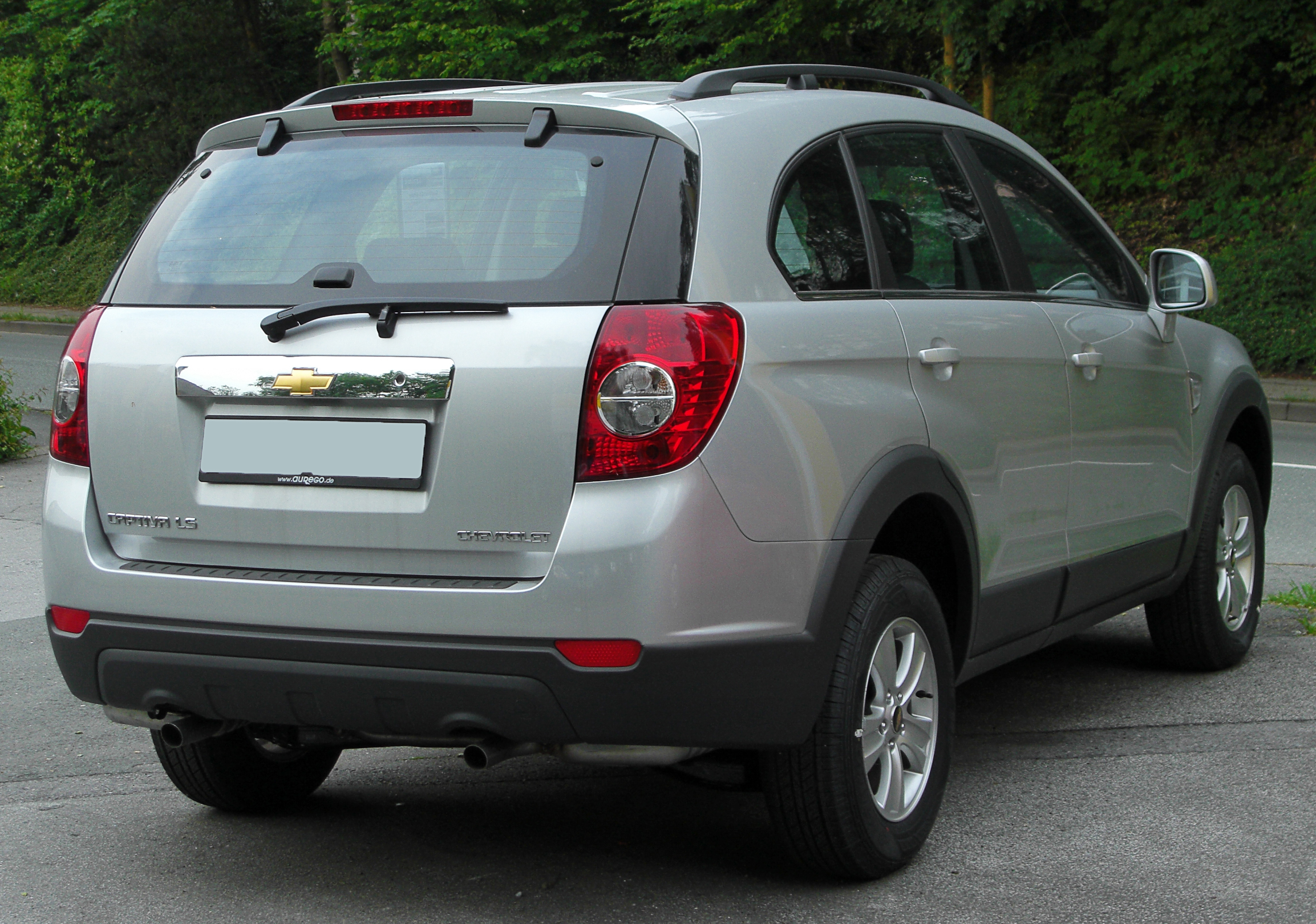
前期 リヤ

2004年9月のパリモーターショーでコンセプトモデル「シボレー・S3X」が、2006年3月のジュネーヴ・モーターショーで市販モデル（C100型）がそれぞれ公開され、同年夏から各国市場にて順次発売を開始した。主に欧州市場を意識して開発された車種であり、すでに同じGMシータ・プラットフォームを採用するシボレー・エクイノックスが販売されている北米市場には投入されなかったが、2012年モデルからは北米市場でもシボレー・キャプティバ・スポーツという名称で発売される予定だったが、撤回された。
5人乗りと7人乗りが用意され、エンジンは直列4気筒エコテック2.4L、V型6気筒アロイテック3.2Lの2種類のガソリンエンジン（いずれもホールデンから供給）に加えて、伊VMモトーリとの共同開発によるGM大宇初の2.0Lコモンレールディーゼルエンジンが搭載される。
2010年9月のパリ・モーターショーにてマイナーチェンジ型を発表。フロントマスクなどが大幅な変更を受けた。上述の通り、韓国仕様はこの直後に社名がGM大宇から韓国GMに変更されたため、マイナーチェンジと同時に車名もそれまでの「GM大宇・ウィンストーム」から他国と同じ「シボレー・キャプティバ」に変更された。
2013年3月のジュネーヴ・モーターショーで、マイナーチェンジ型を発表。新しいシート生地やインストルメントパネル、スマートエントリーシステム、リアシート・ヒーター、新デザイン18インチホイールなどを採用。
2015年12月一部改良。外装では新デザインフロントグリル、LEDデイタイムランニングライト(DRL)を内蔵したヘッドランプ。内装ではApple CarPlay、Android Autoに対応した新しい7インチ・タッチスクリーン・インフォシステムが搭載された。また一部グレードにブラインドスポットモニター、リア・クロストラフィック・ウォーニング、19インチアルミホイールを装備。
2018年、韓国にてオーランドとともに販売を終了。両車の統合後継車種としてエクイノックス(3代目)が投入された。その他の市場でも後継車は、GMC・アカディア（2代目）やシボレー・エクイノックス（3代目）となり、2018年をもって生産を終了した。

### 日本における販売
2011年7月30日、ゼネラルモーターズ・ジャパンによる正規輸入が始まった。中期型の2.4Lガソリン+6速AT、4WD、右ハンドル、7人乗りの単一グレードのみ。なお日本仕様は法規に沿いサイドアンダーミラーが装着される。価格は354万円。
2012年5月9日、クロームベゼルとフォグランプが装備されたタイプに変更。価格は359万円。
2012年7月12日、コールマンとのコラボレーションで生まれた日本仕様初の限定車「コールマンエディション」を発表。同月14日より販売を開始した（限定30台。価格は税込410万円）。通常はオプションとなるラグジュアリーパッケージ（電動スライディングルーフ、レザーシート、シートヒーターの3点）と有料色（カーボンフラッシュもしくはホワイトパールの2種）に加え、ボウタイマークの刺繍入りヘッドレストや「Coleman」ステッカー、ランニングボード（サイドステップ）、SDメモリーカード対応ナビゲーションシステムを特別装備とした。
尚、購入者全員にクーラーボックス、バーベキューセット、ピクニックテーブルセット、パーティシェード、クアッドLEDランタンなどで構成される「コールマンアドベンチャーパッケージ」が進呈された。
2012年10月27日、特別仕様車「トラベラー」を発売。IPhoneリンク機能を持った富士通テン（ECLIPSE）製ナビゲーションシステムとプラズマクラスターイオン発生ユニットを搭載したアルパイン製の10.2型リアビジョンを備える。全国限定30台。
2013年4月18日、一部改良を実施し同年5月11日より販売開始すると発表。フロントグリル、フォグランプのデザインを変更し、リヤコンビレンズにLEDを採用。デュアルゾーンオートエアコンやタイや空気圧警告灯を標準装備としている。また、新グレードとして従来セットオプションだったシートヒーター付本皮革シートや電動ガラスサンルーフなどを標準装備した「ラグジュアリー」を追加した。
2013年7月27日、特別仕様車「アドベンチャー」を発売開始。ベースグレードに対し、パナソニック製ナビゲーション+バックアイカメラとサイドステップが備わる。また、購入者はコールマン製のアウトドアグッズが貰える。
2014年8月4日、特別仕様車「アクティブ レッド」を同月30日に発売すると発表。レッドとブラックのツートンカラーでコーディネートされたシートや、Wi-Fi接続機能付きカーナビゲーションシステムなどを装備している。
2015年5月21日、特別仕様車「キャプティバ ACTIVE LIFE EDITION（アクティブライフエディション）」を30台限定で、同年6月6日に発売すると発表。
2016年1月9日、一部改良。「キャプティバ」を379万円、「キャプティバ ラグジュアリー」を414万円で導入。フロントグリルやフォグランプ、アンダーガードのデザインを刷新した。DRLが付かない日本仕様はその部分がLEDポジションランプとなる。また、「Apple CarPlay」を標準装備した。
2016年6月28日、特別仕様車「キャプティバ Perfect Black（パーフェクトブラック）」を発表。同年7月2日に409万円で15台限定発売。
2017年5月30日、特別仕様車「キャプティバ パーフェクトブラック エディションII」を発表。同年6月3日に409万円で15台限定発売。

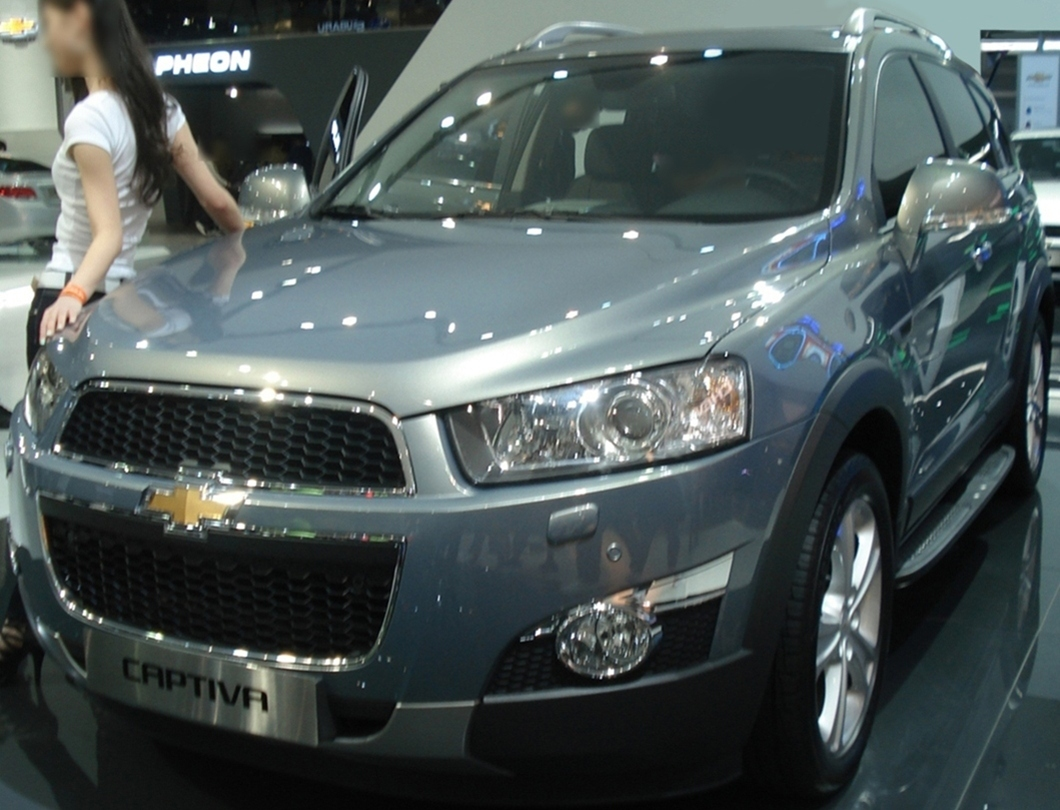
中期 フロント
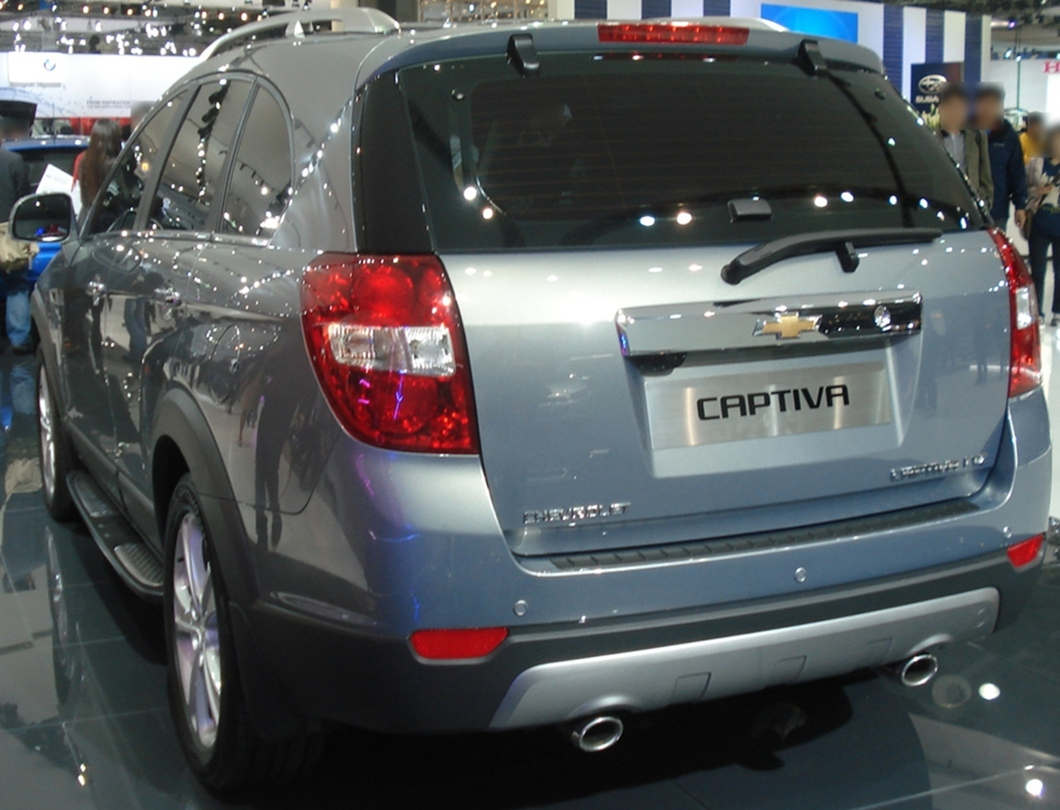
中期 リヤ
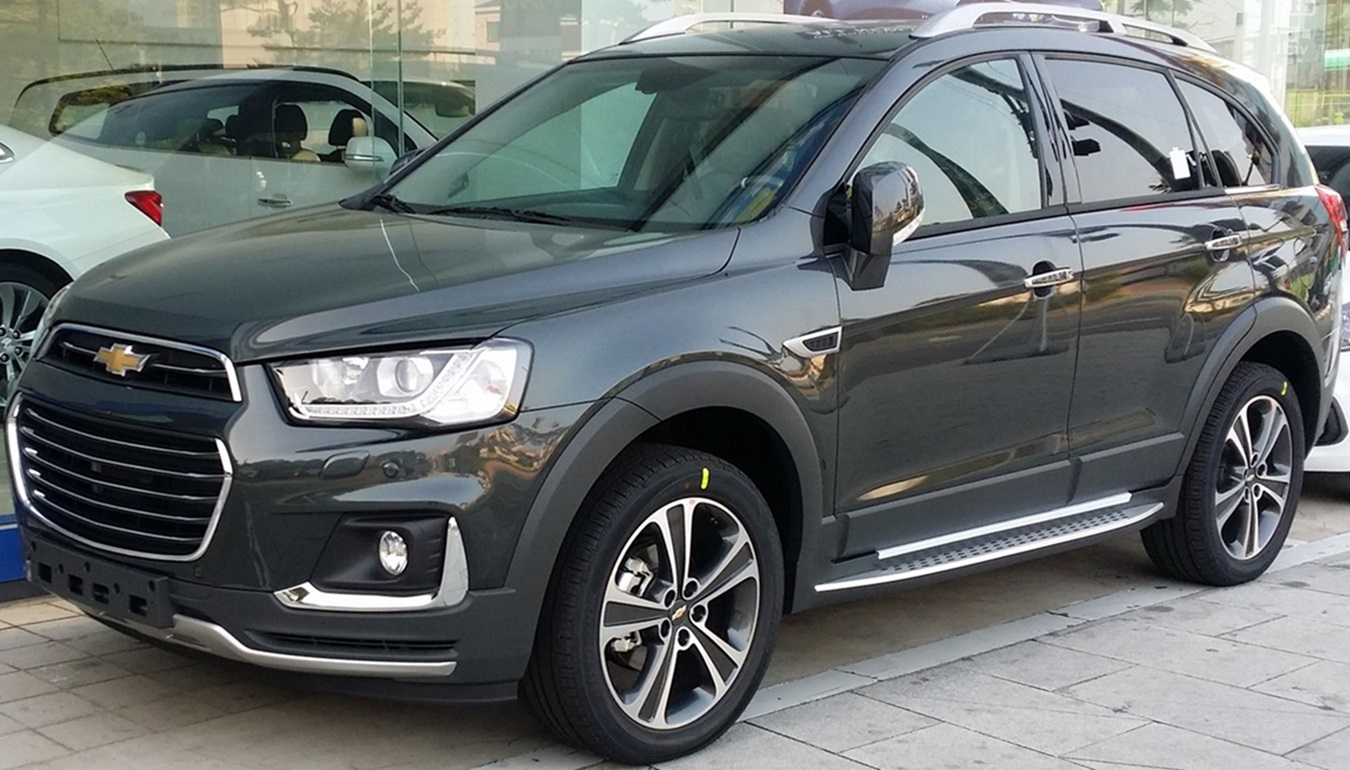
後期 フロント
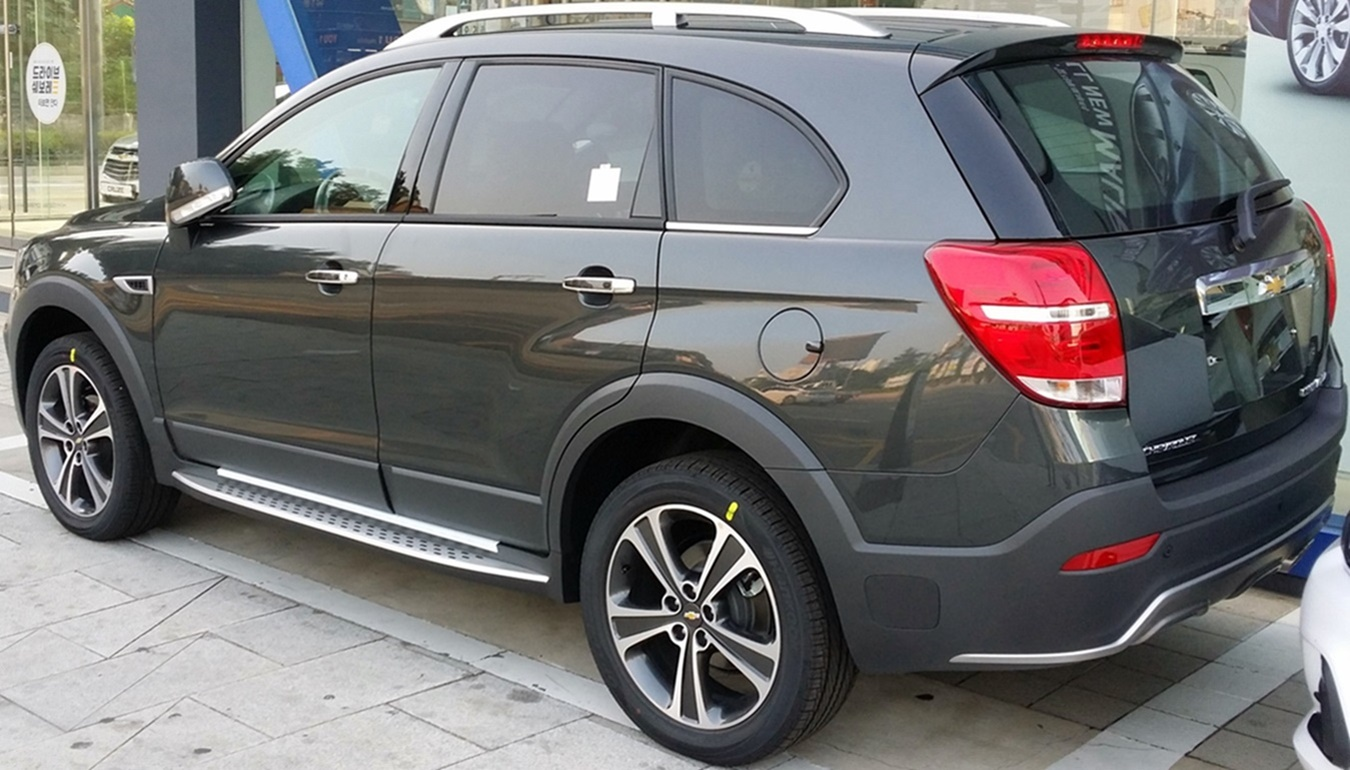
後期 リヤ

## 2代目（2019年- ）
「宝駿・530」も参照
2代目となるキャプティバはGMと上海汽車集団、広西汽車集団（旧：五菱集団）による合弁会社である上汽通用五菱汽車が販売する宝駿・530をベースに開発された。2018年11月にコロンビアに導入、2019年3月にはタイのバンコクモーターショーにて発表し同年10月よりタイ市場にて販売開始。しかし2020年2月、GMのタイ市場撤退によりタイでの販売が中止された。2020年5月には中東での販売が開始された。
先代のインテリアは3列シートのレイアウトだったが、この型では価格を重視してオミットされた。

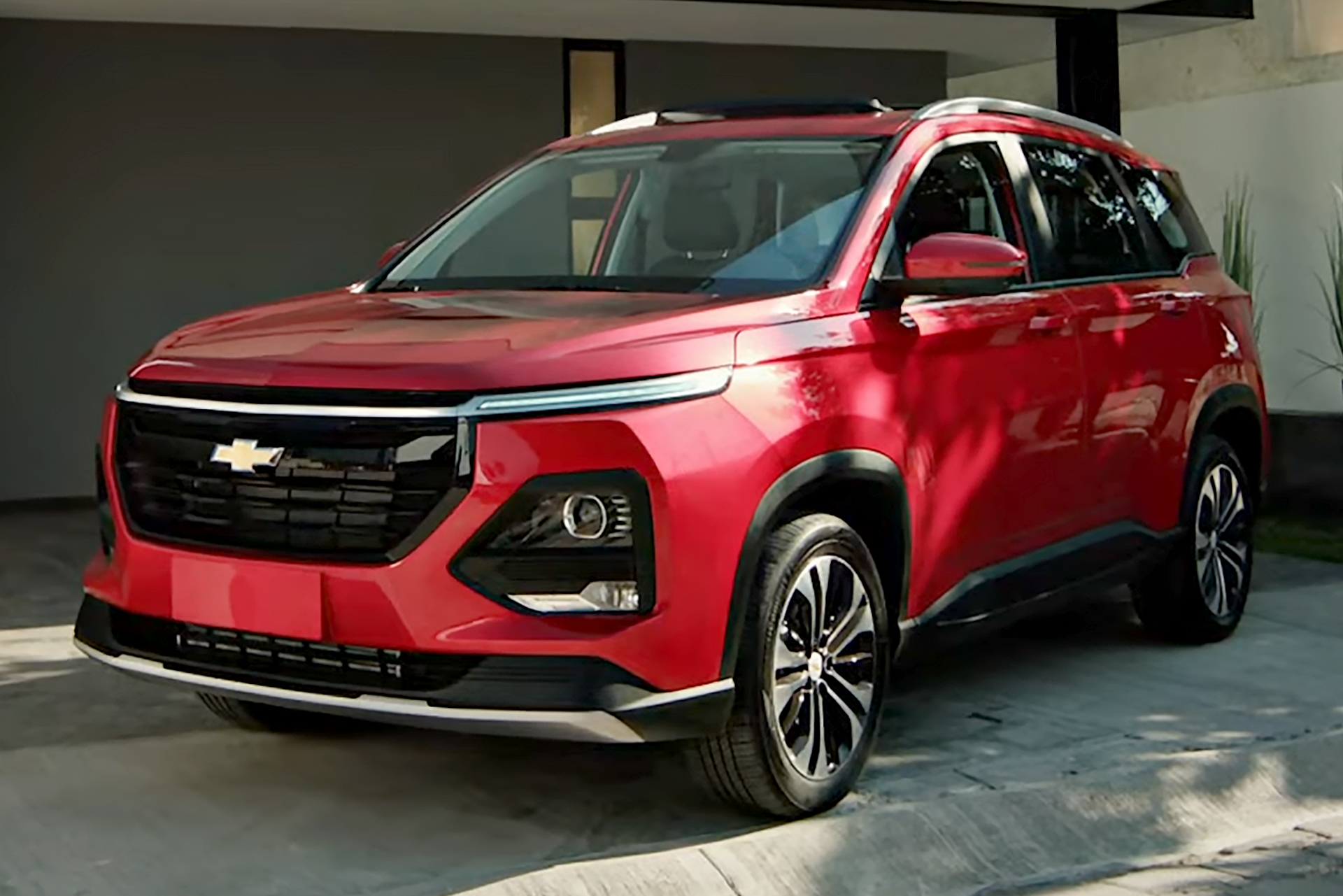
2021年改良型
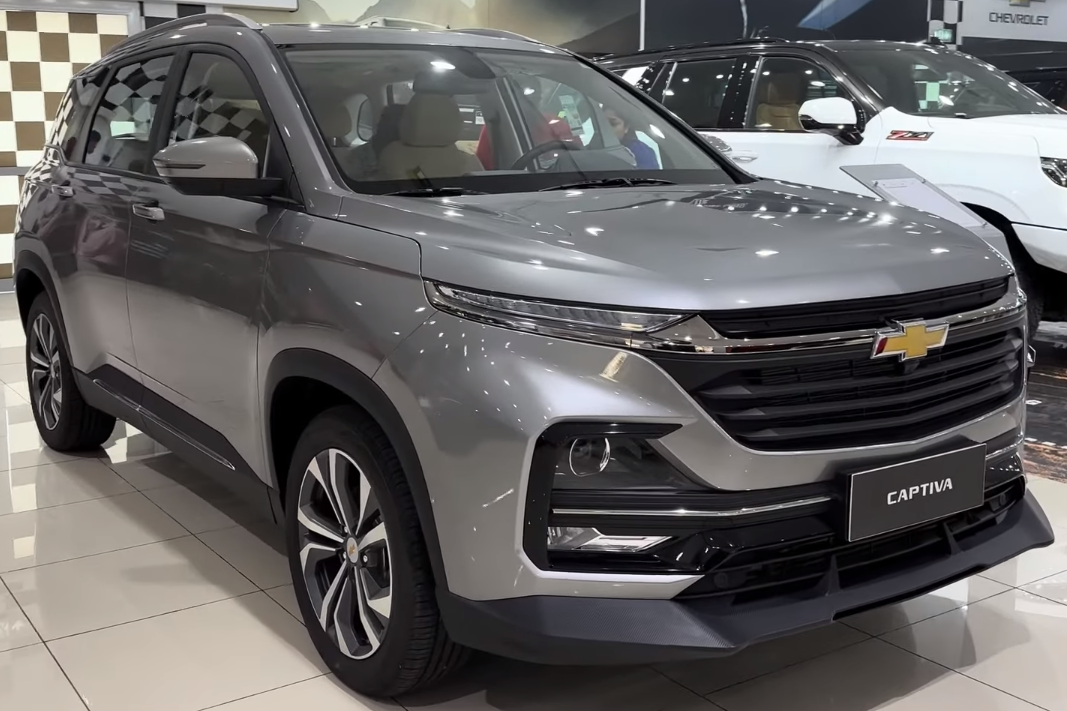
2023年改良型